# 南口镇 (将乐县)
南口镇，原为南口乡，是中国福建省三明市将乐县下辖的一个乡。2018年撤乡设镇。区划代码改为350428107。

## 行政区划
南口镇共辖13个行政村，分别是：
南口村、松岭村、温坊村、井垅村、东坑村、蛟湖村、南胜村、舍坑村、小拔村、大拔村、上仰村、里坊村、陈厝村和孙坊良种场。